# 浅野物産
浅野物産（あさのぶっさん）は、かつて存在した日本の会社で、浅野財閥の商社だった。1961年（昭和36年）に東京通商に改称し、1965年（昭和40年）には東通と改称したが1966年に丸紅飯田（丸紅）と合併した。

## 設立と反動不況

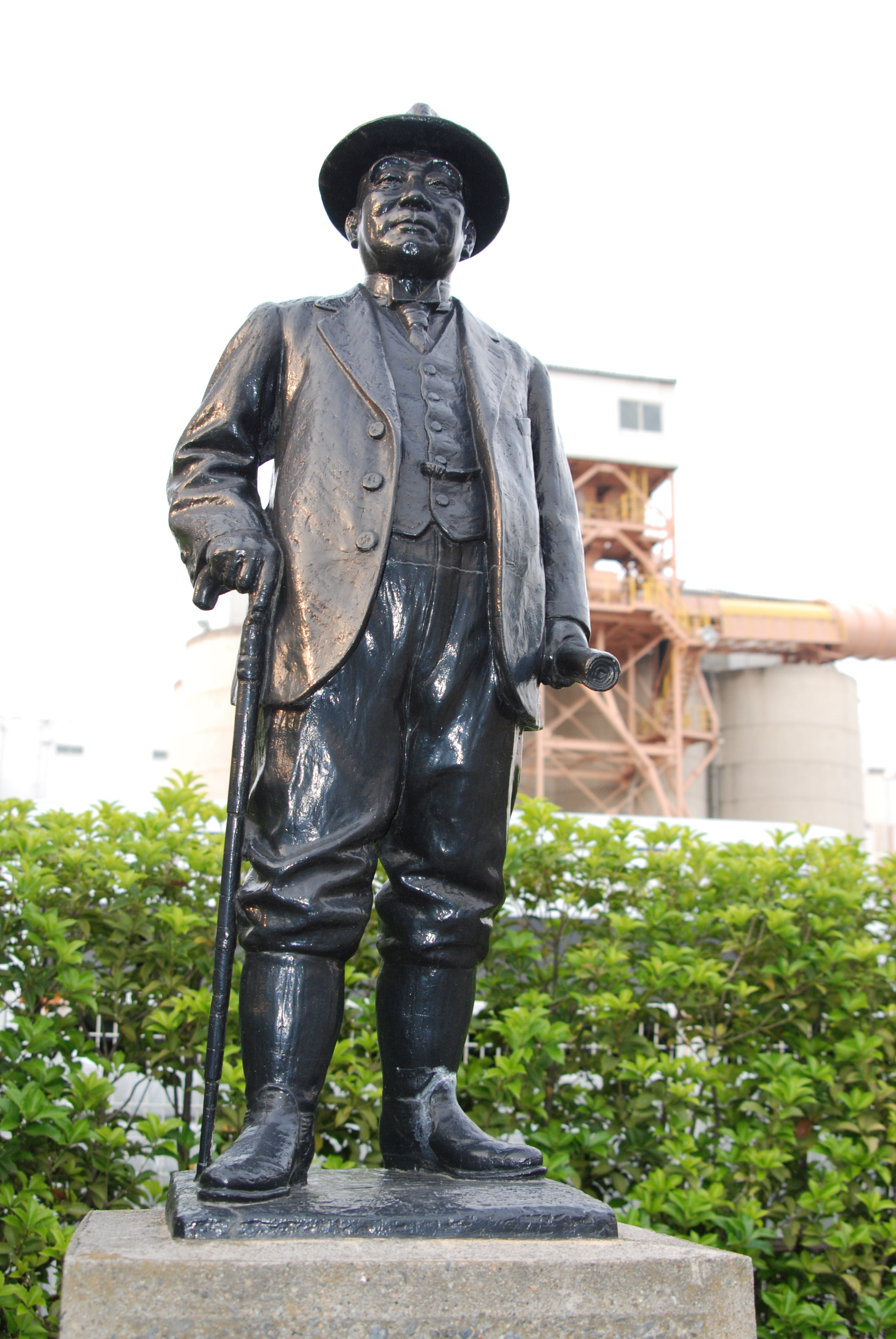
浅野財閥総帥浅野総一郎の銅像

第一次世界大戦中、日本は空前の好景気となり、多くの財閥が商社を設立した。1918年（大正7年）3月に浅野財閥は米国グレース商会と共同出資で浅野物産を設立したが、資本金が他の財閥商社の十分の一以下の、百万円という小さな会社だった。戦後の反動不況で古河商事（古河財閥）・久原商事（久原財閥）・鈴木商店が経営破綻した。浅野物産も大きな赤字を出したので、グレース会社は持株全部を浅野財閥に譲渡して撤退した。その1920年（大正9年）に橋本梅太郎が取締役に就任すると、従来の思惑買いをやめて堅実な手数料主義を経営方針にして、それ以後常に利益を出した。1923年（大正12年）には関東大震災で被害を受けたが、翌日から業務を再開し復興材料の輸入に全力を注いで、被害を相殺した。

## 先進的な福利厚生制度
1925年（大正14年）に浅野物産に精勤賞与を設けて、半年皆勤で5円、一年皆勤で10円、半年毎に5円増額して、5年で50円、その後は半年毎に10円増額し、最高で百円を支給することにした。ただし、1分でも遅刻するとゼロ円に逆戻りするという罰則があるため、遅刻者は皆無となり、浅野物産社員877人の内100人がこの百円組になった。社員全員が8時半出社5時退社を厳守した。また社員に休養の必要性を説いて、一週間の夏季休暇を規定した。さらに、社員に喫煙の害を説いて禁煙を勧めた。1935年（昭和10年）資本金を三倍の三百万円にすると、そのうち五十万円を基金にし、20年以上勤続して満55歳の定年に達してからも働き続けたが、病気で退職した者（基本的に死ぬまで雇用した。）に、退職時の給料を死ぬまで支給するという恩給制度を設けて、毎期総利益金の一割を恩給の基金に繰入れることにした。これは他の民間企業には無い恩典で、賞賛と羨望の的になった。

## 金融恐慌・昭和恐慌・満洲事変
1925年（大正14年）から1928年（昭和3年）に、浅野物産は金融恐慌にも影響されずに利益をあげて、無配から一割、二割、三割と配当を増やした。1929年（昭和4年）に浅野物産は、堅実な資産内容、高い利益率、業務繁盛の点で浅野財閥随一と称賛された。この頃本社は丸の内海上ビル、支店は大阪・ニューヨーク・シアトル・サンフランシスコ・ロンドン、出張所は横浜・神戸・門司・名古屋、代理店は横須賀・呉・佐世保・京城・大連・高雄・台北・札幌、特約店は英国13、米国10、フランス・ドイツ・オランダ・スイスに各一つ。主な貿易相手国は米英で、主に日本の官公庁に納入したが、それ以外にもホイペット自動車の部品を輸入し自社の自動車工場で組み立てて販売、さらに自動車学校も経営した。1930年（昭和5年）の昭和恐慌では影響を受けたものの、一割の配当を守った。橋本梅太郎は1931年（昭和6年）に浅野物産副社長に就任したが、満洲事変で為替が低落すると、英国にみかんの缶詰と雑貨、米国に栗と鮪の缶詰、タイ・ペルシャ・ジャワにビールや電球を輸出してかなりの利益を出した。1932年（昭和7年）に満洲に新京出張所を設けて、原油鋼材の輸入や請負工事を行い利益をあげて配当を三割に戻した。1934年（昭和9年）には日本石油瀝青販売総代理権を獲得し、昭和鉄工株式会社に投資し、品川倉庫を建設した。1935年（昭和10年）下半期には資本金の三割の利益を計上し、三百万円に増資した。

## 原油輸入・多角経営
この頃に原油輸入が浅野物産の中心的な業務になったので、 タンカー紀洋丸（二代目）（11210トン）をノルウェーから購入したが、当時の日本にはタンカーはこの一隻しか無かった。1936年（昭和11年）に快速タンカー玄洋丸（川崎型油槽船）を発注し、資本金を六百万円に増資した。1938年（昭和13年）に資本金を一千万円に増資した。1929年（昭和4年）に日本ヴィクトリックを創立し、1933年（昭和8年）に日本舗道、1934年（昭和9年）に昭和鉄工、1936年（昭和11年）に岡野バルブ製造に投資して、浅野物産を多角化した。

## 第二次世界大戦・戦後
1944年（昭和19年）1月にタンカー紀洋丸（二代目）がアメリカ潜水艦ラッシャーに撃沈された。同年6月にはマリアナ沖海戦でタンカー玄洋丸が沈没した。戦後の財閥解体では、1946年（昭和21年）11月に浅野本社（浅野財閥の本社）が第二次指定会社に入り、12月には浅野物産が第三次指定会社に入った。1947年（昭和22年）に浅野物産は朝日物産を独立させたが、1961年（昭和36年）にその朝日物産と対等合併して東京通商となり、1965年（昭和40年）には東通と改称したが、この年に鉄鉱石輸入取扱高では三井物産・三菱商事に次ぐ三位で、旧浅野財閥の日本鋼管（JFE）と協力して、ペルーのマルコナ鉄鉱山とオーストラリアのゴールズワージー鉄鉱山の開発輸入を進めていた。この頃、丸紅飯田（丸紅）は鉄鉱石輸入により鉄鋼企業と関係を築いて、鋼材の国内流通に参入しようと考えていた。そこで日本鋼管・東京銀行・富士銀行（旧安田財閥）の斡旋によって、1966年（昭和41年）に東通と丸紅飯田（丸紅）が合併して、丸紅飯田が日本鋼管の主力商社になった。